# Újezd
Újezd (nářečně nebo zastarale oujezd) byl ve středověku obvykle zalesněný, řídce zalidněný územní celek, který byl vymezen vodní sítí nebo nápadnými přírodními znaky. Tyto újezdy, které byly často ve vlastnictví církve nebo drobných feudálních rodů, byly během vnitřní kolonizace ve 12. století osidlovány místním obyvatelstvem a zařazovány do hospodářského celku vlastníka. Původně zahrnovaly pole, louky, lesy nebo pastviny, po osídlení v jejich rámci vznikalo i několik vesnic. Újezdy se tak stávaly základem budoucího panství nebo statku.
Újezdy vznikaly podle starého českého práva pomocí svědků, kteří objetím na koních vyznačili hranici zalesněného a  málo osídleného území. Odtud pochází název, který se také odrazil v řadě názvů vesnic na území újezdů vysazených. Dnes v Čechách existuje asi 118 obcí se slovem újezd v názvu, na Moravě je to 34 obcí. Pokud byl újezd malý a při vymezení jej stačilo obejít, vyskytuje se v pramenech pod názvem ochoz (na Moravě i ochoza).
Přestože vesnice v újezdech vysazené byly osídleny českým obyvatelstvem, v některých částech Čech se výjimečně objevují i názvy vesnic německé. Jde o oblasti hlavně na Sedlecku, Bílinsku a Litoměřicku a jsou dokladem nejstaršího kolonizačního pronikání německého obyvatelstva přes Krušné hory.
Újezd se v dobových písemných pramenech může vyskytovat i pod názvy objazd nebo z latiny circuitus, circumequitacio, ambitus, praedium nebo jednoduše silva (les), z němčiny umreit.